# 沈双美
沈双美（1998年5月2日—），中国女子赛艇运动员，2022年赛艇世界杯贝尔格莱德站女子四人双桨银牌得主、2023年赛艇世界杯瓦雷泽站女子双人双桨金牌得主、2023年赛艇世界杯卢塞恩站女子双人双桨铜牌得主、2022年亚洲运动会女子双人双桨金牌得主。